# 天城型巡洋戦艦
天城型巡洋戦艦（あまぎがたじゅんようせんかん）は、日本海軍が計画した八八艦隊の巡洋戦艦。

## 概要
日本海軍は、日露戦争における黄海海戦と日本海海戦の戦訓から、戦艦と巡洋戦艦（旧呼称装甲巡洋艦）を同じ艦隊で運用して艦隊決戦に勝利する構想を練った。超弩級戦艦を自国で建造できるようになった日本は、戦艦と巡洋戦艦複数を同時に整備・建造する「八八艦隊」を立案した。8隻の建造予定であった巡洋戦艦として、最初に計画されたのが本型である。ユトランド沖海戦の戦訓を元に、レキシントン級巡洋戦艦に対抗して速力重視だった天城型巡洋戦艦も、防御力を強化した艦型となった。
本艦型は加賀型戦艦の発展型で、艦艇類別等級では巡洋戦艦に類別されている。
その実態は、長門型戦艦を凌駕し、加賀型戦艦に匹敵する火力と防御力を持ちながら30ノットを発揮する高速戦艦であった。ただし金剛型より約1万5,000トンも巨大な艦であるため、造船所によっては船台の延長や船渠の拡張が必要になった。
天城型4隻（天城、赤城、高雄、愛宕）は建造途中でワシントン海軍軍縮条約のため計画中止となり、巡洋戦艦としての建造は中止された。
高雄（三菱長崎造船所）と愛宕（神戸川崎造船所）が破棄された。天城（横須賀海軍工廠）と赤城（呉海軍工廠）は航空母艦への改装が検討されたものの、後述のように天城は関東大震災で損傷する。修理不能と判定され、破棄・解体された。
天城の代艦として、横須賀港で廃艦処分を待っていた戦艦加賀が同工廠にて空母に改造された。

## 経緯
日本海軍はイギリス海軍からクイーン・エリザベス級戦艦（ウォースパイト）の設計図を提供され、同艦型を参考に16インチ砲を搭載した新型戦艦を設計した。これが長門型戦艦である。
1番艦の長門は1916年（大正5年）5月12日に呉海軍工廠にて建造が発令された。ところが直後にユトランド沖海戦が生起、すでに建造日程と予算が組まれていた長門型も設計を変更したが、大海戦の戦訓を完全に取り入れることができなかった。そこで次の大正6年度計画艦において、ユトランド沖海戦の戦訓を徹底的に取り入れた加賀型戦艦（3号艦〈加賀〉、4号艦〈土佐〉）が建造されることになった。加賀型の基本計画は1918年（大正7年）3月にまとまり、つづいて巡洋戦艦の設計がはじまる。1919年（大正8年）3月13日、各種計画案を審議検討した結果、実質的な高速戦艦として天城型巡洋戦艦の建造が決定した。なお天城型（赤城型）に匹敵する巡洋戦艦として、イギリス海軍のアドミラル級巡洋戦艦（フッド）、アメリカ海軍のレキシントン級（サラトガ型）が挙げられている。
八四艦隊案と八六艦隊案において1917年（大正6年）に5号艦（天城）と6号艦（赤城）が、1918年（大正7年）に7号艦（高雄）と8号艦（愛宕）の計4隻の建造が帝国議会で認められ、残りの八八艦隊計画艦は天城型巡洋戦艦の設計を流用した紀伊型戦艦、十三号型巡洋戦艦と呼ばれる新規設計艦の予定であった。
1922年（大正11年）2月に締結されたワシントン海軍軍縮条約により、本型は全艦が建造中止となる。
だが改装によって航空母艦に転用することは認められていたため、建造中の天城と赤城を航空母艦に改造することになった。建造中止時、天城型の砲塔は4基が完成していたという。不要となった「赤城」の主砲塔2基は日本陸軍に譲渡され、1番砲塔は陸軍クレーン船「蜻州丸（せいしゅうまる）」により壱岐要塞黒崎砲台へ運搬され、現地で要塞砲として活用された。赤城の4番砲塔や予備砲身は広島陸軍兵器補給廠に保管され、終戦を迎えた。残る「愛宕」、「高雄」の資材は、中止となった紀伊型戦艦、加賀型戦艦の分も含めて空母改造に流用されている。
しかし、天城は1923年（大正12年）9月に発生した関東地震（関東大震災）で被災して損傷、修復困難と判断され、そのまま解体された。天城の代艦として、横須賀で処分を待っていた加賀型戦艦の加賀を、航空母艦に改造した。こうして「赤城」と「加賀」が空母として就役し、数度の改装を繰り返した後、太平洋戦争の緒戦で活躍した。
なお本型は、日本海軍が艦艇類別等級において、当初から巡洋戦艦として建造した唯一の国産艦である。

## 艦型
41cm主砲10門という加賀型戦艦と同等の攻撃力と30 ktの高速力を両立させる関係上、船体全長は250 mを超えるものとなった。天城型の防御設計は加賀型戦艦と共通であるが、高速発揮のためには、船体長大化・機関部強化・燃料増載にともなう重量増加と排水量増加をできるだけ抑える必要があった。そのため、天城型は装甲を薄くして重量を稼いでいる。それでも加賀型と同じく舷側防御に傾斜甲鈑やバルジを採用、甲板装甲を最大95 mmとするなど長門型戦艦よりも優れた防御力を持つ。さらに天城型の副砲は上甲板にまとめられて船体舷側以下はすべて水密区画となっており、加賀型より進歩した設計となっている。本型は、フィッシャー型の戦闘巡洋艦 (Battle Cruiser) から進化して、同等クラスの主砲弾に耐える装甲を持つ、排水量4万1000tの高速戦艦 (Highspeed Battleship) となった。
武装は41cm砲を艦首部分に連装砲塔2基、中央および後部に連装砲塔3基を配した。砲塔配置は加賀型より進歩し、3番砲塔を一層上の甲板に設置することで射界を広くとっている。砲塔は加賀型と基本的に同一構造だが、重量軽減のため側面と天蓋の装甲を若干削っている。
なお上甲板に魚雷発射管が搭載される予定であり、水雷戦闘にも対応できた。前述のように、副砲は上甲板の構造物にまとめられている。また、建造中の計画変更として4番砲塔上部には艦載機を発艦させるための滑走台、甲板上には係留気球を運用する設備を備えたほか、当初は二本の直立煙突として計画された煙突を上部で一体化させた集合煙突とした。
速力30ノットを実現するため予定機関出力は4軸合計13万1200馬力に達するものとなった。ボイラーは長門型や加賀型と同じく重油専焼缶と石炭混焼缶の併用であったが、主機械は推進軸1軸あたりの出力が大きくなったためタービンや歯車減速装置の構成が変更された。なお本型の機関は日本海軍の大型艦で初めて10万馬力を超えたものであり、ワシントン海軍軍縮条約後に建造された妙高型重巡洋艦以降の機関開発にも影響を与えた。

## 呼称
一般に、本級は“天城型巡洋戦艦”、もしくは“天城級巡洋戦艦”と呼ばれる。当時のマスメディアだけでなく、日本海軍や造船技師でも天城型（天城級）の呼称を用いた。その一方で“赤城型巡洋戦艦”、もしくは“赤城級巡洋戦艦”と呼称されたこともある。稀に“愛宕級巡洋戦艦”を用いた事例もあった。

## 同型艦
- 天城（あまぎ）[88] - 1919年（大正8年）7月17日、艦名決定[89]。横須賀海軍工廠では戦艦陸奥進水後、本艦のために船台を延長する[注 8]。1920年（大正9年）12月16日、横須賀海軍工廠にて起工[90]。ワシントン軍縮会議の情勢を鑑み、建造中断[注 18]。条約締結後、1923年（大正12年）に航空母艦への改装が決定する[注 19]。本艦の工事を巡って憲政会と政友会が対立し、第46回帝国議会は大混乱となった[93][注 20]。同年9月1日に発生した関東地震で大破し、解体処分[2]（代艦として戦艦加賀が空母に改造される）[注 21]。一部が浮き桟橋の資材として利用され、現在も民間の造船所に現存。艦名は雲龍型航空母艦の天城へ引き継がれる。

- 赤城（あかぎ）[96] - 1919年（大正8年）7月17日、艦名決定[89]。当時の呉海軍工廠では戦艦「長門」（全長	215.8メートル、常備排水量33,800トン）を建造するのが限度だったので、同艦進水後にドックの拡張工事を実施[注 7]。1920年（大正9年）12月6日、呉工廠にて起工[97][98]。18インチ（46センチ）砲8門搭載と報道されたことがある[99][注 22]。軍縮会議の進捗状況を鑑み、建造中断[注 18]。ワシントン軍縮条約により航空母艦に変更[101]。以後はリンク先を参照のこと。当時のマスメディアや論説で、赤城級航空母艦（赤城型航空母艦）と称されたこともある[86][注 23][注 24]。

- 高雄（たかを）[107][注 25]。 - 天城型3番艦として計画[109]。1920年（大正9年）3月26日、艦名決定[110]。計画艦名は「愛鷹」であり[19][111]、一般にも仮艦名が報道された[注 26][注 27]。1921年（大正10年）12月19日、長崎造船所（三菱）にて、前日に戦艦「土佐」が進水した後[114]、同一船台で起工[115][注 28]。条約締結により建造中止。翌年解体処分。艦名は高雄型重巡洋艦に引き継がれる。

- 愛宕（あたご）[96] - 天城型4番艦として計画[109]。1920年（大正9年）3月26日、艦名決定[110]。1921年（大正11年）11月22日川崎造船所（神戸）にて、戦艦「加賀」進水後の同一船台で起工[117]。同年12月、ワシントン軍縮会議の情勢により建造中断[118]。条約締結により建造中止。翌年解体処分。艦名は高雄型重巡洋艦に引き継がれる。

## 天城型巡洋戦艦が登場する創作作品
- ヘクター・C・バイウォーター『太平洋の争覇戦　1931 - 1933』（北上亮二訳、白鳳社、1925年）

ワシントン軍縮条約で「赤城」と「加賀」が航空母艦に改装されたが、日米関係の険悪化と新鋭空母の充実によって、2隻とも本来の艦種（巡洋戦艦、戦艦）に再改造される。「赤城」の要目は、44,000トン、16インチ砲8門、33ノット。
- 横山信義『八八艦隊物語』（架空戦記）